# Seznam zkratek mezinárodních a neziskových nestátních organizací
Následující abecední seznam uvádí zkratky mezinárodních organizací a NGO.
| Zkratka                                               | Název                                                                    | Název česky                                              | Poznámky                                 |
| ----------------------------------------------------- | ------------------------------------------------------------------------ | -------------------------------------------------------- | ---------------------------------------- |
| AI (www)                                              | Amnesty International                                                    | Amnesty International                                    |                                          |
| CAN (www Archivováno 11. 1. 2013 na Wayback Machine.) | Comunidad Andina de Naciones                                             | Andské společenství národů                               |                                          |
| FAO (www)                                             | Food and Agriculture Organization                                        | Organizace pro výživu a zemědělství                      | organizace OSN                           |
| IAEA (www)                                            | International Atomic Energy Agency                                       | Mezinárodní agentura pro atomovou energii                |                                          |
| IBRD (www)                                            | International Bank for Reconstruction and Development                    | Mezinárodní banka pro obnovu a rozvoj                    | součást Světové banky (World Bank Group) |
| ICAO (www)                                            | International Civil Aviation Organization                                | Mezinárodní organizace pro civilní letectví              |                                          |
| IDA (www)                                             | International Development Association                                    | Mezinárodní rozvojové sdružení                           | součást Světové banky (World Bank Group) |
| IFAD (www)                                            | International Fund for Agriculture Development                           | Mezinárodní fond pro rozvoj zemědělství                  | organizace OSN                           |
| ILO (www)                                             | International Labour Organization                                        | Mezinárodní organizace práce                             | organizace OSN                           |
| IMF (www)                                             | International Monetary Fund                                              | Mezinárodní měnový fond                                  | česky MMF                                |
| IPSF (www)                                            | International Pharmaceutical Students´ Federation                        | Mezinárodní federace studentů farmacie                   |                                          |
| IRIN (www)                                            | Integrated Regional Information Networks                                 |                                                          | organizace OSN                           |
| ITU (www)                                             | International Telecommunication Union                                    | Mezinárodní telekomunikační unie                         |                                          |
| IUCN (www)                                            | International Union for the Conservation of Nature and Natural Resources | Mezinárodní unie pro ochranu přírody a přírodních zdrojů | též známá jako World Conservation Union  |
| OAS (www)                                             | Organization of American States                                          | Organizace amerických států                              |                                          |
| UN (www)                                              | United Nations                                                           | Organizace spojených národů                              | česky OSN                                |
| UNASUR ( )                                            | Comunidad Sudamericana de Naciones                                       | Unie jihoamerických národů                               |                                          |
| UNCHR ( )                                             | United Nations Commissioner for Human Rights                             | Komise OSN pro práva člověka                             | organizace OSN                           |
| UNDP (www)                                            | United Nations Development Programme                                     | Rozvojový program OSN                                    | organizace OSN                           |
| UNESCO (www)                                          | United Nations Educational, Scientific and Cultural Organization         | Organizace OSN pro výchovu, vědu a kulturu               | organizace OSN                           |
| UNEP (www)                                            | United Nations Environment Programme                                     | Program OSN pro životní prostředí                        | organizace OSN                           |
| UNIDO (www)                                           | United Nations Industrial Development Organization                       | Organizace OSN pro průmyslový rozvoj                     | organizace OSN                           |
| UNHCR (www)                                           | United Nations High Commissioner for Refugees                            | Vysoký komisař Organizace spojených národů pro uprchlíky | organizace OSN                           |
| UNOPS (www)                                           | United Nations Office for Project Services                               | Úřad OSN pro servisní zabezpečení projektů               | organizace OSN                           |
| UPU (www)                                             | Universal Postal Union                                                   | Světová poštovní unie                                    |                                          |
| UNSSC (www)                                           | United Nations System Staff College                                      |                                                          |                                          |
| UNU (www)                                             | United Nations University                                                | Univerzita OSN                                           | organizace OSN                           |
| WBG (www)                                             | World Bank Group                                                         | Světová banka                                            |                                          |
| WFP (www)                                             | World Food Programme                                                     | Světový potravinový program                              | organizace OSN                           |
| WIPO (www)                                            | World Intellectual Property Organization                                 | Světová organizace duševního vlastnictví                 |                                          |
| WHO (www)                                             | World Health Organization                                                | Světová zdravotnická organizace                          | organizace OSN; česky též SZO            |
| WMO (www)                                             | World Metorological Organization                                         | Světová meteorologická organizace                        |                                          |
| WTO (www)                                             | World Tourism Organization                                               | Světová turistická organizace                            |                                          |
| WTO (www)                                             | World Trade Organization                                                 | Světová obchodní organizace                              |                                          |
| WWF (www)                                             | World Wildlife Fund                                                      | Světový fond divočiny                                    |                                          |